# Кения на зимних Олимпийских играх 1998
Кения принимала участие в Зимних Олимпийских играх 1998 года в Нагано (Япония) в первый раз за свою историю, но не завоевала ни одной медали. Страну представлял один лыжник. Эта Олимпиада стала первой из трёх в карьере кенийского лыжника Филипа Бойта.

## Лыжные гонки
Спортсменов — 1
Мужчины
Церемония награждения призёров десятикилометровой гонки была отложена из-за того, что победивший Бьёрн Дели отказался покидать трассу до финиша последнего из спортсменов, которым и был Бойт, проигравший норвежцу 20 минут. Дели дождался финиша кенийца, лично его поприветствовал и только после этого отправился на церемонию награждения.
| Спортсмен  | Вид                         | Время          | Место |
| ---------- | --------------------------- | -------------- | ----- |
| Филип Бойт | 10 км (классический стиль)  | 47.25,5        | 92    |
| Филип Бойт | 15 км (гонка преследования) | не финишировал | -     |